# 特選ミステリー劇場
『特選ミステリー劇場』（とくせんミステリーげきじょう）は、毎日放送（MBSテレビ）で放送されている2時間ドラマの再放送枠の総称。TBS系列の『月曜ミステリー劇場』→『月曜ゴールデン』で放送された2時間ドラマ作品を再放送する。

## 放送時間
- 土曜日：13:54 - 16:00、14:00 - 16:00 他（単発枠『MBSウイークエンドスペシャル』枠での放送が多い）
- 日曜日：12:54 - 15:00、15:00 - 17:00 他（単発枠『MBSサンデースペシャル』枠での放送が多い）
- 祝日：13:55 - 15:40、13:55 - 15:50 他（選抜高等学校野球大会中継の雨傘番組や『ゴゴスマ -GO GO!Smile!-』が休止の際に放送されることが多い）

その他、年末年始に放送されることもある。

## 備考
- ハイビジョン制作の作品はそのまま画角サイズ16:9で放送され、画角サイズ4:3で製作された作品はサイドパネルなしでそのまま放送する（アナログ放送では額縁画面になる）。
- 番組は文字多重放送による字幕放送を行う場合と行わない場合がある（本放送でも字幕放送を行っていた作品では再放送では行わない場合がある）。
- EPGやテレビ情報誌などでは「特選ミステリー劇場」と記されるが、新聞のテレビ欄には「特選ミステリー - 」は記されておらず、放送する作品タイトルだけが掲載される。
- 1990年代後半まではTBS以外の在京キー局が制作会社と共同で制作した、制作放送局との権利切れの作品（主にフジテレビ）もMBSで再放送されたことがあったが、2011年現在は基本的に『月曜ゴールデン』枠で放送された作品を優先している。
- オープニングのタイトルは、他のMBSのテレビドラマ再放送枠に準拠した内容となっている。
  - 2008年までは、MBSのマスコットである「らいよんチャン」が番組タイトル(再)が書かれたプレートを持っていて、それが回転し(プレートにぶつけ)頭を打ち、表示される。
  - 2009年度は番組タイトルの左下にらいよんチャンが寝そべっている一枚画にて表示されていた。
  - 2010年度は「特選ミステリー劇場 番組タイトル(再)」と書かれた1枚画で表示している。
  - 2011年度はMBS開局60周年として「MBS 60」のロゴを掲示した1枚画が表示されていたが、同年10月以降は再び「らいよんチャン」が寝そべっている一枚画（新バージョン）の表示となっている。